# Каламбур типізації
Каламбур типізації (англ. type punning) — термін в інформатиці для позначення різних технік порушення або «обману» системи типів деякої мови програмування, які мають ефект, який було б складно або неможливо забезпечити в рамках формальної мови.
Мови C і C++ надають явні можливості каламбуру типізації за допомогою таких конструкцій, як зведення типів, union, а також reinterpret_cast для C++, хоча стандарти цих мов деякі випадки таких каламбурів трактують як невизначену поведінку.
У мові Pascal записи з варіантами дозволяють інтерпретувати конкретний тип даних більш, ніж в один спосіб, або навіть у спосіб, не передбачений мовою.
Каламбур типізації є прямим порушенням типобезпеки. Традиційно можливість побудувати каламбур типізації пов'язують зі слабкою типізацією, але й деякі сильно типізовані мови або їх реалізації надають такі можливості (як правило, використовуючи у пов'язаних з ними ідентифікаторах слова unsafe або unchecked). Прихильники типобезпеки стверджують, що «необхідність» каламбурів типізації є міфом.

## Приклади

### Рядки та числа в JavaScript
JS дозволяє неявне зведення типів між рядками та числами, що може призводити до нелогічних результатів, наприклад:
```
console
.
log
(
2
 
+
 
2
)
 
// 4

console
.
log
(
"2"
 
+
 
"2"
)
 
// "22"

console
.
log
(
2
 
+
 
2
 
-
 
2
)
 
// 2

console
.
log
(
"2"
 
+
 
"2"
 
-
 
"2"
)
 
// "20"

```

Оператор + для чисел працює як додавання, а для рядків як конкатенація, проте оператор - працює тільки як віднімання для чисел, тому в останньому виразі ми отримуємо "22" - "2", що призводить до значення 20 .

### Порівняння в JavaScript
Порівняння між значеннями різних типів JS не транзитивне:
```
0
 
==
 
"0"

0
 
==
 
[]

"0"
 
!=
 
[]

```

### Сокети в C
Класичний приклад каламбуру типізації можна побачити в інтерфейсі сокетів Берклі. Функція, яка пов'язує відкритий неініціалізований сокет з IP-адресою, має таку сигнатуру:
```
int
 
bind
(
int
 
sockfd
,
 
struct
 
sockaddr
 
*
my_addr
,
 
socklen_t
 
addrlen
);

```

Функцію bind зазвичай викликають так:
```
struct
 
sockaddr_in
 
sa
 
=
 
{
0
};

int
 
sockfd
 
=
 
...;

sa
.
sin_family
 
=
 
AF_INET
;

sa
.
sin_port
 
=
 
htons
(
port
);

bind
(
sockfd
,
 
(
struct
 
sockaddr
 
*
)
&
sa
,
 
sizeof
 
sa
);

```

Бібліотека сокетів Берклі у своїй основі спирається на той факт, що в мові C вказівник на struct sockaddr_in може безперешкодно перетворюватися на вказівник на struct sockaddr, а також що обидва структурні типи частково збігаються щодо організації подання в пам'яті. Отже, вказівник на поле my_addr->sin_family (де my_addr має тип struct sockaddr*) насправді вказуватиме на поле sa.sin_family (де sa має тип struct sockaddr_in). Іншими словами, бібліотека використовує каламбур типізації для реалізації примітивної форми наслідування.
У програмуванні часто зустрічається використання структур-"прошарків", що дозволяють ефективно зберігати різні типи даних у єдиному блоці пам'яті. Найчастіше такий трюк використовують для взаємно виключних даних із метою оптимізації.

### Числа з рухомою комою
Припустимо, потрібно перевірити, що число з рухомою комою є від'ємним. Можна було б написати:
```
bool
 
is_negative
(
float
 
x
)
 
{

  
return
 
x
 
<
 
0.0
;

}

```

Однак, порівняння чисел із рухомою комою є ресурсомісткими, оскільки діє в особливий спосіб для NaN. Узявши до уваги, що тип float подано згідно стандарту IEEE 754-2008, а тип int має розмір 32 біти і за знак у ньому відповідає той самий біт, що й у float, можна для отримання знакового біту числа з рухомою комою застосувати каламбур типізації, використавши тільки цілочисельне порівняння:
```
bool
 
is_negative
(
float
 
x
)
 
{

  
return
 
*
((
int
*
)
&
x
)
 
<
 
0
;

}

```

Така форма каламбуру типізації є найнебезпечнішою. Попередній приклад спирався лише на гарантії, надані мовою C щодо подання структур та перетворюваності вказівників; однак, цей приклад спирається на припущення щодо конкретного апаратного забезпечення. У деяких випадках, наприклад, під час розробки програм реального часу, яких компілятор не здатний оптимізувати самостійно, такі небезпечні програмні рішення виявляються необхідними. У таких випадках забезпечити підтримуваність коду допомагають коментарі та перевірки часу компіляції.
Реальний приклад можна знайти в коді Quake III — див. Швидкий обернений квадратний корінь.
На додаток до припущень про бітове подання чисел з рухомою комою наведений вище приклад каламбуру типізації також порушує встановлені мовою C правила доступу до об'єктів: x оголошено як float, але його значення зчитується у виразі, що має тип signed int. На багатьох поширених платформах такий каламбур типізації вказівників може призвести до проблем, якщо вказівники по-різному вирівняно в пам'яті. Більш того, вказівники різного розміру можуть здійснювати спільний доступ до певних дільнок пам'яті, спричиняючи помилки, яких не може виявити компілятор.

### Використанняunion
Проблему суміщення назв можна вирішити за допомогою union (хоча приклад нижче ґрунтується на припущенні, що число з рухомою комою подано за стандартом IEEE-754):
```
bool
 
is_negative
(
float
 
x
)
 
{

  
union
 
{

    
unsigned
 
int
 
ui
;

    
float
 
d
;

  
}
 
my_union
 
=
 
{
 
.
d
 
=
 
x
 
};

  
return
 
(
my_union
.
ui
 
&
 
0x80000000
)
 
!=
 
0
;

}

```

Це код на C99 з використанням позначених ініціалізаторів (англ. Designated initialisers). При створенні об'єднання ініціалізується його дійсне поле, а потім відбувається читання значення цілого поля (фізично розміщеного в пам'яті на тій самій адресі), згідно з пунктом s6.5 стандарту. Деякі компілятори підтримують такі конструкції як розширення мови, наприклад, GCC.
Як ще один приклад каламбуру типізації див. Крок масиву.

### Паскаль
Варіантний запис дозволяє розглядати тип даних по-різному, залежно від зазначеного варіанту. У цьому прикладі передбачається, що integer має розмір 16 біт, longint і real — 32 біти, а character — 8 біт:
```
 
type
 
variant_record
 
=
 
record

   
case
 
rec_type
 
:
 
longint
 
of

     
1
:
 
(
 
I
 
:
 
array
 
[
1
..
2
]
 
of
 
integer
 
)
;

     
2
:
 
(
 
L
 
:
 
longint
 
)
;

     
3
:
 
(
 
R
 
:
 
real
 
)
;

     
4
:
 
(
 
C
 
:
 
array
 
[
1
..
4
]
 
of
 
character
 
)
;

   
end
;

  
Var
 
V
:
 
Variant_record
;

   
K
:
 
Integer
;

   
LA
:
 
Longint
;

   
RA
:
 
Real
;

   
Ch
:
 
character
;

 
...

  
V
.
I
 
:=
 
1
;

  
Ch
 
:=
 
V
.
C
[
1
]
;
  
(* Отримуємо перший байт поля V.I *)

  
V
.
R
 
:=
 
8.3
;

  
LA
 
:=
 
V
.
L
;
   
(* Зберігаємо дійсне число в цілочисельну комірку *)

```

У Паскалі копіювання дійсного на ціле перетворює його в округлене значення. Цей метод перетворює двійкове значення числа з рухомою комою на щось, що має довжину довгого цілого (32 біти), що не тотожне і навіть може бути несумісним із довгими цілими на деяких платформах.

Подібні приклади можуть використовуватися для дивних перетворень, однак у деяких випадках такі конструкції можуть мати сенс, наприклад, для обчислення розташування певних фрагментів даних. У цьому прикладі передбачається, що вказівник і довге ціле мають розмір 32 біти:
```
 
Type
 
PA
 
=
 
^
Arec
;

  
Arec
 
=
 
record

   
case
 
rt
 
:
 
longint
 
of

     
1
:
 
(
P
:
 
PA
)
;

     
2
:
 
(
L
:
 
Longint
)
;

  
end
;

 
Var
 
PP
:
 
PA
;

  
K
:
 
Longint
;

 
...

  
New
(
PP
)
;

  
PP
^.
P
 
:=
 
PP
;

  
Writeln
(
'Змінна PP міститься в пам
''
яті за адресою '
,
 
hex
(
PP
^.
L
))
;

```

Стандартна процедура New в Паскалі призначена для динамічного виділення пам'яті для вказівника, а під hex мається на увазі певна процедура, що друкує шістнадцяткове подання цілого числа. Це дозволяє вивести на екран адресу вказівника, що зазвичай заборонено (вказівники в Паскалі можна лише присвоювати, але не читати чи виводити). Присвоєння значення цілому варіанту вказівника дозволяє читати та змінювати будь-яку ділянку системної пам'яті:
```
 
PP
^.
L
 
:=
 
0
;

 
PP
 
:=
 
PP
^.
P
;
 
(* PP вказує на адресу 0 *)

 
K
 
:=
 
PP
^.
L
;
  
(* K містить значення слова за адресою 0 *)

 
Writeln
(
' Слово за адресою 0 цієї машини містить '
,
 
K
)
;

```

Ця програма може працювати коректно або впасти, якщо адресу 0 захищено від читання, залежно від операційної системи.